# Ploskočelkovití
Ploskočelkovití (Halictidae) jsou druhá nejpočetnější čeleď včel s téměř 4500 druhy. Jsou velmi rozmanitou skupinou, která se může vzhledově značně různit. Tyto včely se vyskytují po celém světě a najdeme je na všech kontinentech kromě Antarktidy.

## Popis
Jsou obvykle tmavě zbarvené (často hnědé nebo černé) a často kovově lesklé, v různých velikostech, barvách a vzorech. Několik druhů je zcela nebo částečně zelených a několik je červených, fialových nebo modrých. Řada z nich má žluté znaky, zejména samci, kteří mají běžně žluté tváře, což je vzor rozšířený mezi různými čeleděmi včel. Tato čeleď je jednou z mnoha čeledí s krátkými jazyky a nejlépe se rozlišuje podle silně zakřivené bazální žilky, která se nachází na křídle. Samičky této čeledi bývají větší než samečci.

## Životní cyklus

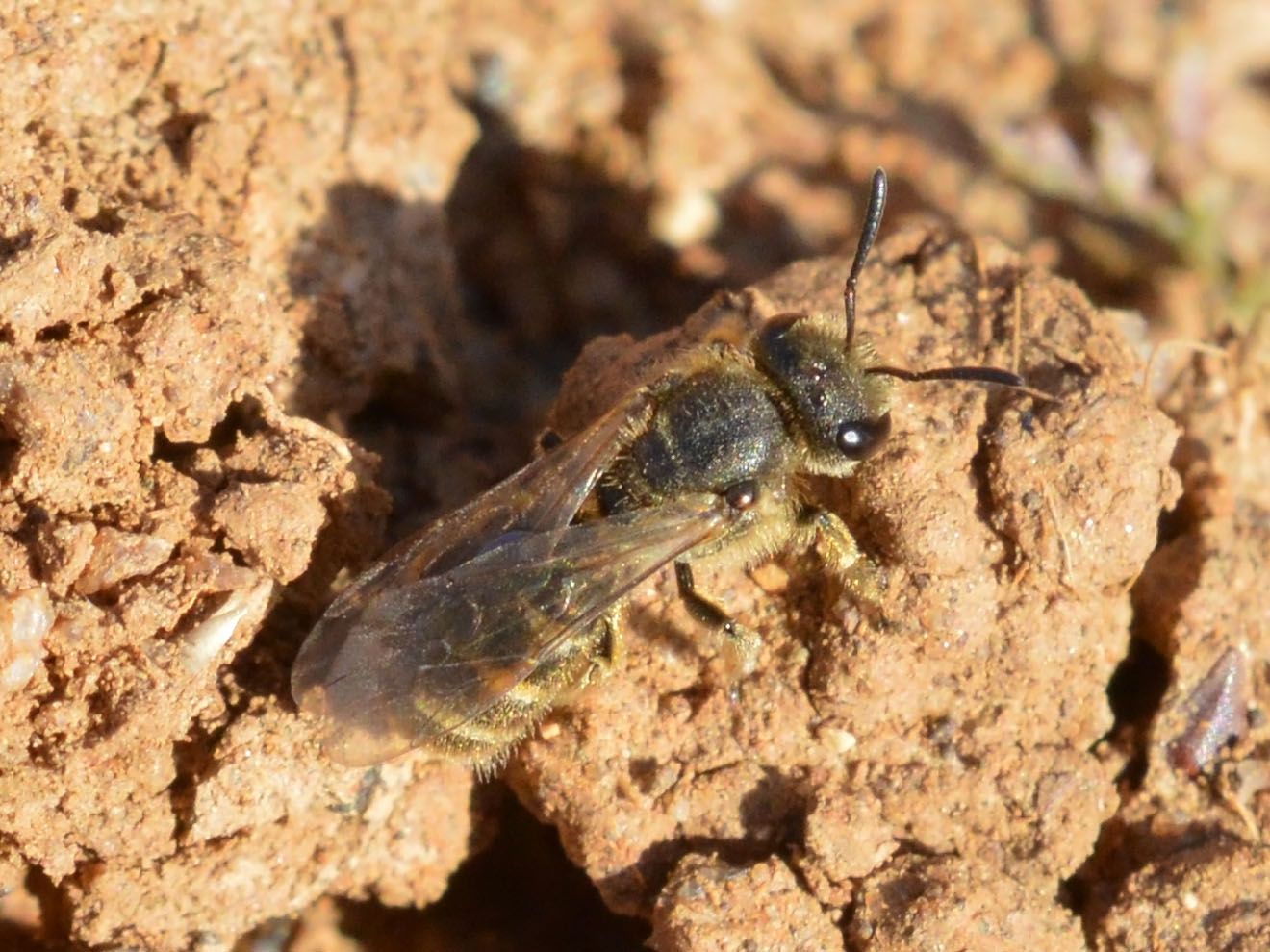
Ploskočelka rodu Lasioglossum

Většina zástupců hnízdí v zemi, často na stanovištích, jako je jílovitá půda a břehy řek, i když několik hnízdí i ve dřevě. Potomstvo se vyvíjí hromadně; uvnitř vodotěsné buňky vytvoří samička kuličku z pylu a nektaru, na ni naklade vajíčko a buňku uzavře, takže larva má k dispozici veškerou potravu najednou, na rozdíl od pravidelného krmení, které lze pozorovat například u včel medonosných. Některé druhy lemují své chodby laktonovými sekrety, aby dělnicím usnadnily návrat do hnízda. Předpokládá se, že každá jednotlivá včela má svůj vlastní jedinečný chemický podpis.
Všechny druhy (s výjimkou kleptoparazitů) se živí pylem a mohou být významnými opylovači. Patří mezi ně např. Nomia melanderi z aridních oblastí jihozápadu USA, nebo eurasijské Lasioglossum leucozonium. Zatímco některé druhy ploskočelkovitých jsou oligolektické (např. Rophites algirus, který navštěvuje pouze květy čistců, nebo celý rod Systropha specializovaný na svlačec rolní), většina z nich jsou generalisté, což z nich činí potenciálně cenné opylovače.

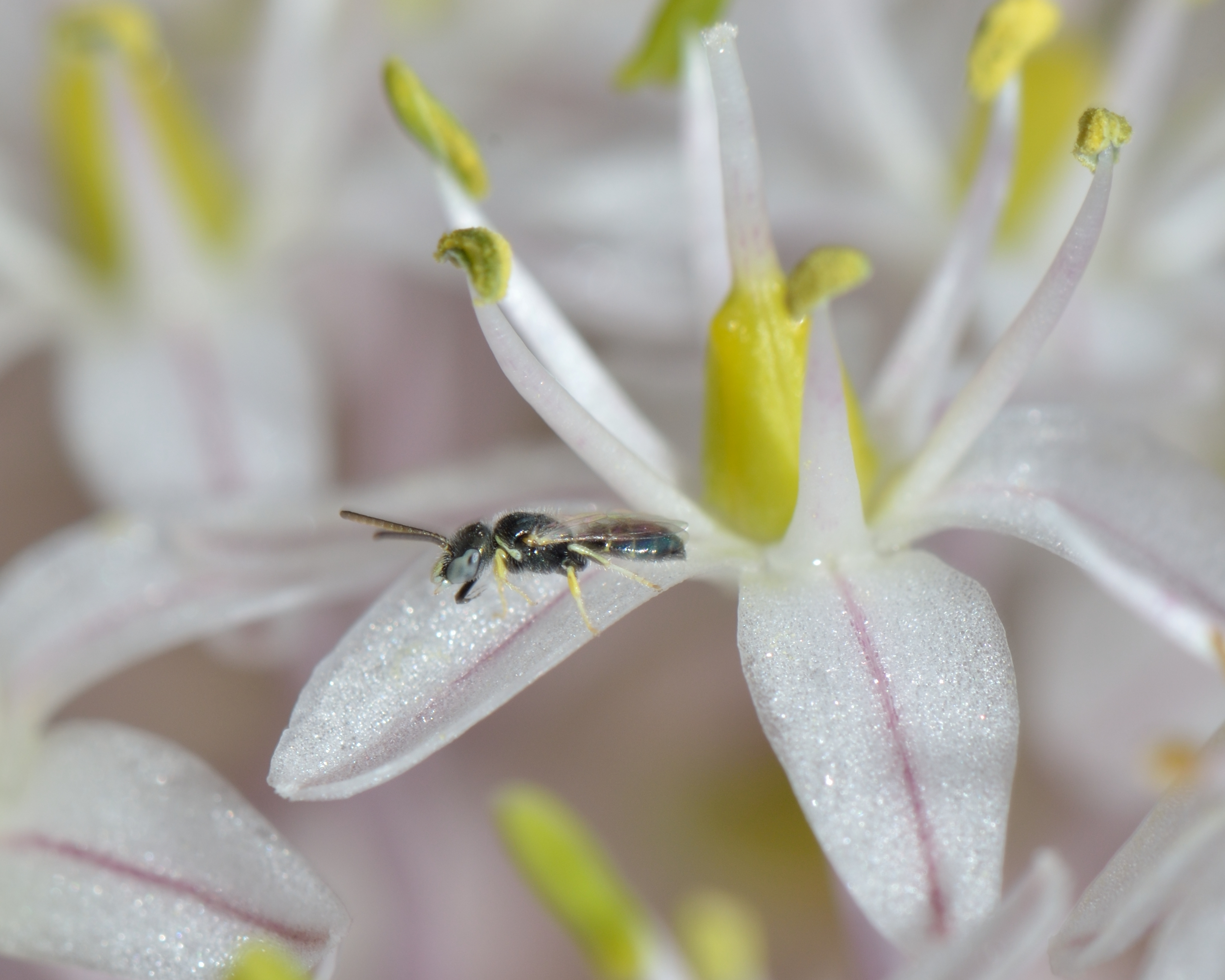
Sameček nicotěnky (Nomioides sp.), jedné z nejmenších včel

### Eusociální druhy
Mnoho druhů z podčeledi Halictinae je alespoň částečně eusociálních, například Lasioglossum malachurum, s poměrně dobře definovanými kastami královny a dělnic (i když ne stejnými jako kastovní systém u včel medonosných). První generace potomstva pokračuje ve stavbě a ochraně hnízda a také shromažďuje potravu pro novou generaci larev. Obecně se v čeledi projevuje značně široká škála sociálního a hnízdního chování, včetně solitérního, komunitního, polosociálního a primitivně eusociálního, které mohou dokonce ovlivňovat různé biotické a abiotické faktory, jako je dostupnost rostlinných zdrojů, lokalita, nadmořská výška, roční období a aktuální klima.

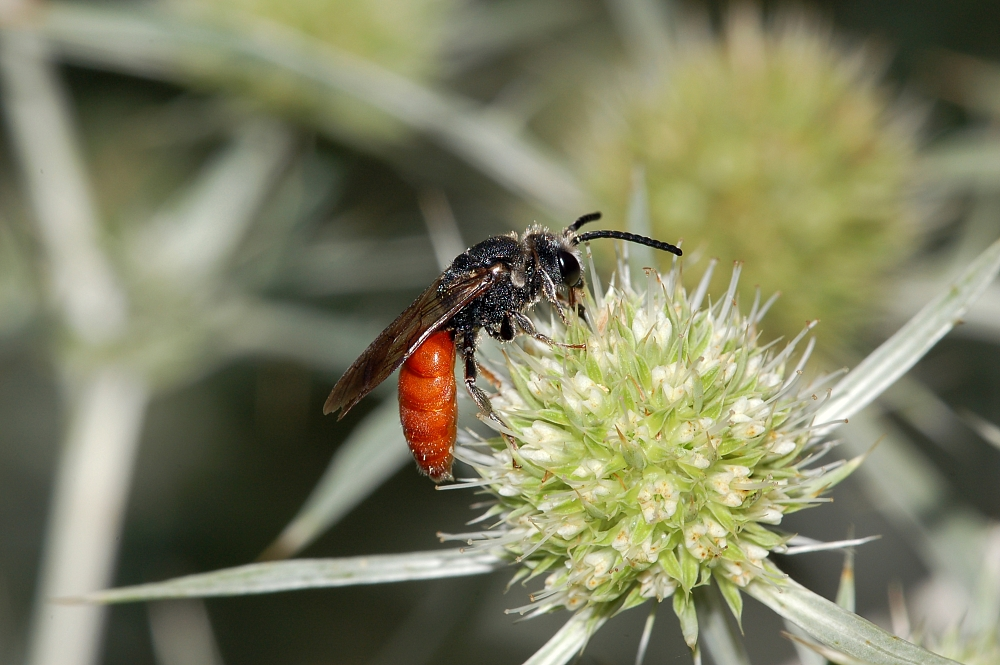
Ruděnka Sphecodes albilabris

### Kleptoparazitické druhy
Několik rodů a druhů ploskočelkovitých je kleptoparazity jiných včel (většinou jiných ploskočelkovitých nebo včel podobné velikosti) a toto chování se v rámci čeledi vyvinulo nejméně devětkrát nezávisle na sobě. Nejznámější a nejběžnější jsou ruděnky rodu Sphecodes, které svým vzhledem poněkud připomínají kutilky (často leskle černé s krvavě červeným bříškem, obvykle 4–9 mm dlouhé); samička ruděnky vnikne do buňky se zásobami, sežere hostitelské vajíčko a na jeho místo naklade vajíčko vlastní.

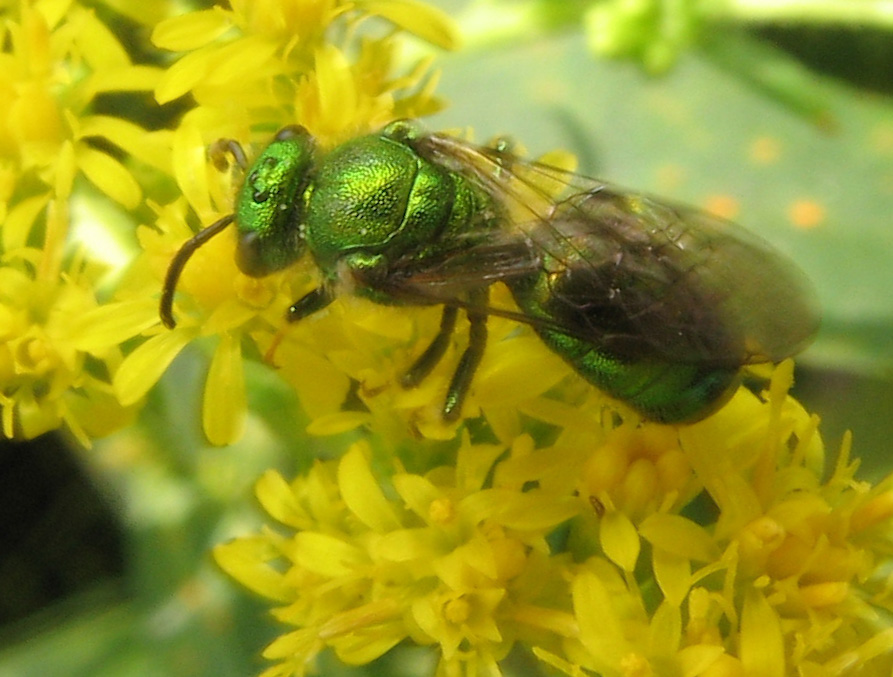
Kovově lesklý sameček druhu Augochloropsis metallica

## Vybraní zástupci
- nicotěnka (Nomioides)
- ploskočelka (Halictus, Lasioglossum)
- ruděnka (Sphecodes)
- trnočelka (Rophites), specializace na hluchavkovité
- zvonkovka (Dufourea)[1]